# 카메론 굿맨

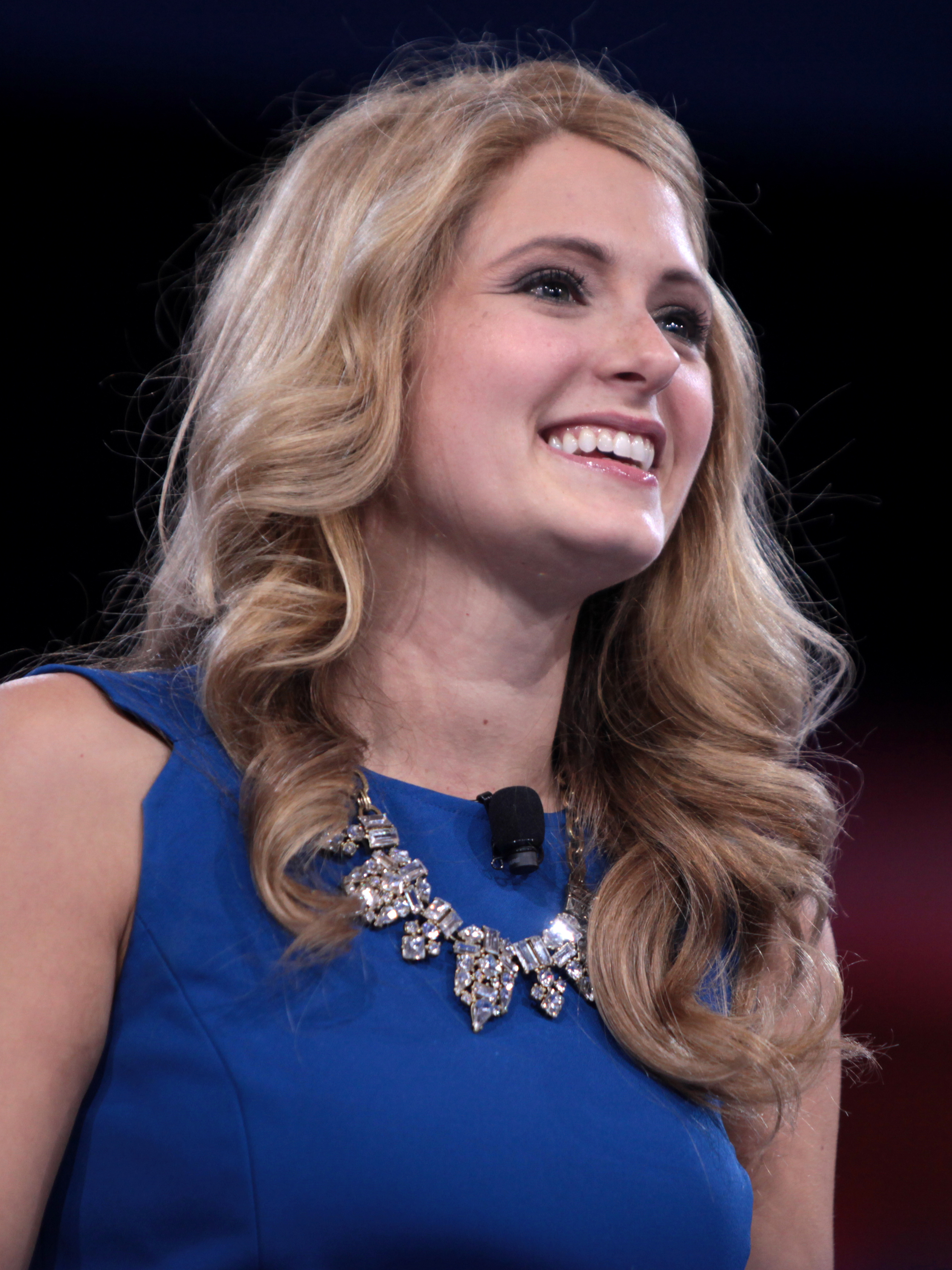

캐머런 굿맨(Cameron Goodman, 1984년 8월 24일 ~ )은 미국의 배우이다.
텍사스주에서 태어났다.

## 출연 작품
- 썸머 스노우 (2014년) - 줄리 벤슨 역
- 라가머핀 (2014년)
- 어 나이트 엣 더 오피스 (2012년) - 애니 역
- 샤페이의 멋진 모험 (2011년) - 엠버 리 아담스 역
- 프렌드쉽! (2010, Friendship!)
- 스피드-데이팅 (2010년)
- 프로즌 키스 (2009년)
- Hurt (2009) - 케이트 역
- 더 팬텀 (2009년)
- 아메리칸 하이 스쿨 (2009년)
- 인포머스 (2009년) - 수잔 슬로안 역
- 아메리칸 캐롤 (2008, An American Carol)
- 셔틀 (2008년) - 줄스 역
- 서큐버스: 헬 벤트 (2007년)
- 블러드 헌터 (2007년)

### 텔레비전
- 잭과 코디, 우리집은 호텔 스위트 룸 (2007)
- 썬즈 오브 아나키 (2008)
- 90210 (2011)